# Republika Ezo
Republika Ezo (japonsky 蝦夷共和国, Ezo Kjówakoku) byl krátce trvající separatistický stát, který vyhlásili poslední stoupenci šógunátu Tokugawa v roce 1869 (podle gregoriánského kalendáře) na dnešním japonském ostrově Hokkaidó, nejsevernějším a nejřidčeji osídleném ostrově Japonska.
Po porážce armády šogunátu Tokugawa ve válce Bošin, uprchla část jeho námořnictva pod vedením admirála Takeakiho Enomota, pár stovek vojáků a skupiny bývalých francouzských poradců (vedl je Jules Brunet) na ostrov Ezo (dnešní Hokkaidó).

## Vznik
Republika Ezo byla vyhlášena 27. ledna 1869. Měla být vytvořena podle amerického modelu. Jejím prezidentem byl zvolen admirál Enomoto, a to v prvních volbách v historii Japonska, ve kterém doposud panovaly feudální zvyklosti. Centrum režimu bylo v hlavním městě Hakodate, jehož starosta Naojuki Nagai, se neúspěšně pokoušel oslovit zástupce zemí, jako byly USA, Francie, nebo Rusko, aby režimu poskytly podporu. Viceprezidentem byl Taró Macudaira, ministrem námořnictva Ikunosuke Arai a ministrem armády Keisuke Ótori.
Republika měla svou vlastní vlajku. Byla na ní chryzantéma na modrém pozadí a rudá hvězda se sedmi body. Finanční prostředky tvořilo především 180 000 zlatých mincí (rjó), které Enomoto získal na hradě v Osace před svým odchodem na sever.
Po vzniku republiky bylo započato s přípravami na válku. Na jihu města Hakodate byl poloostrov, kde byla vybudována nová pevnost Gorjókaku. V ní bylo umístěno sídlo vlády. Armáda byla pod společným japonsko-francouzským velením. Vrchním velitelem se stal Keisuke Ótori a jeho zástupcem Jules Brunet. Armáda se skládala ze 4 brigád, z nichž každá měla francouzského velitele. Brigády se dále dělily na 8 půlbrigád, jejichž velitelé byli Japonci.
Brunet požadoval a také dostal osobní záruky loajality od všech svých důstojníků a vyžadoval, aby převzali ideje francouzské revoluce. Francouzi považovali své podřízené za loutky, s jejichž pomocí budou moci v Japonsku vytvořit stát vyznávající francouzské ideály.

## Porážka císařskou armádou

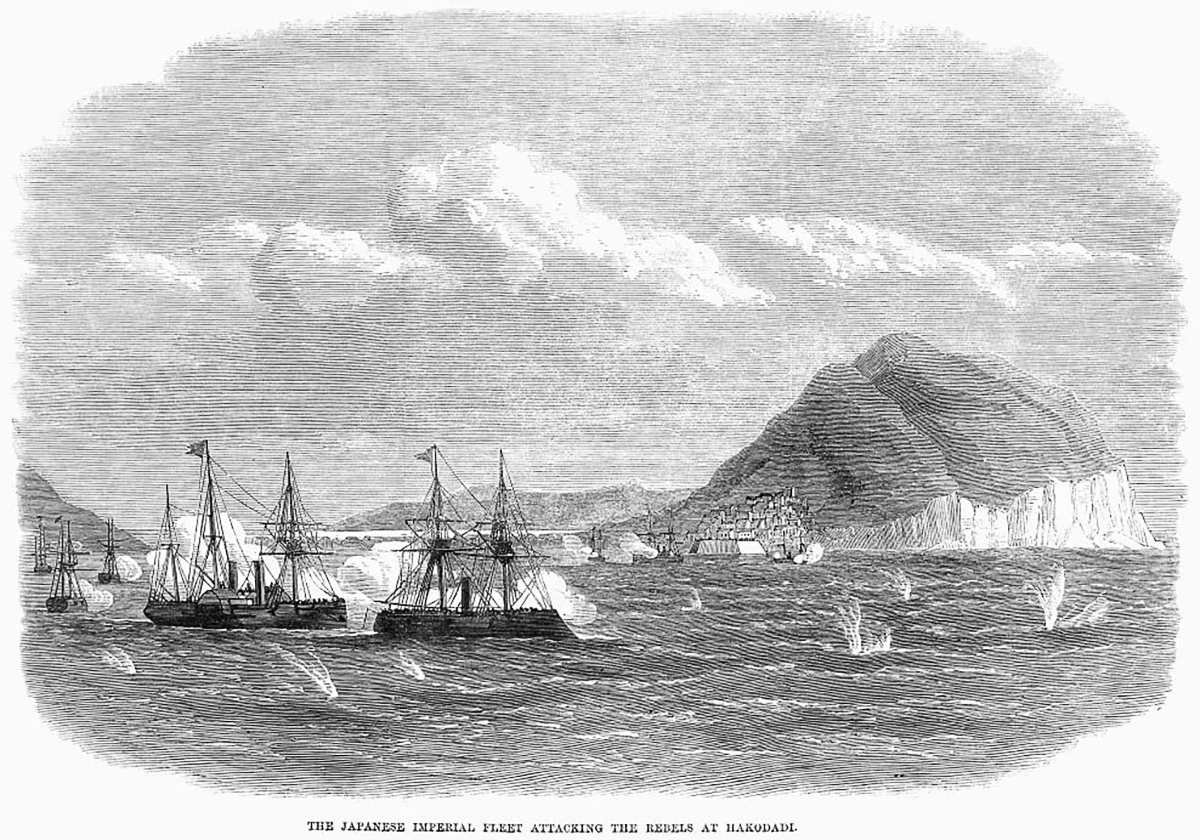
Bitva u Hakodate, květen 1869, v popředí válečné lodě japonského císařského námořnictva Kasuga (vlevo) a Kótecu

Císařské jednotky brzy upevnily vládu Meidži na dosud obsazeném území a v dubnu 1869 vyplulo směrem na Ezo loďstvo, přepravující také 7 000 vojáků. Císařské síly postupovaly rychle, zvítězily v bitvě o Hakodate, a tak brzy zůstala v pevnosti Gorjókaku poslední skupina 800 mužů věrných Republice. Enomoto se 17. května 1869 rozhodl pro kapitulaci a druhý den předal moc zástupci Císařské armády, kterým byl sacumský důstojník štábu Kijotaka Kuroda. Ten byl prý velice ohromen Enomotovou statečností, a proto zrušil jeho popravu. Podle kapitulační listiny Republika Ezo zanikla 27. června 1869. Dne 15. srpna téhož roku ostrov Ezo obdržel své současné jméno – Hokkaidó („Oblast severního moře“).

## Pohledy na Republiku Ezo
I když se v pozdějších historických textech píše o květnu 1869 jako o okamžiku, kdy Enomoto akceptoval nadvládu císaře Meidži, nebylo ve skutečnosti v Republice Ezo o nadvládě císaře nikdy pochybováno. Dokazuje to i zpráva, kterou Enomoto v době svého příjezdu do Hakodate zaslal Státní radě (太政官, Dadžókan):
„Zemědělci a obchodníci zde nejsou rušeni ve své práci, žijí beze strachu, sympatizují s námi, a tak jsme již byli schopni zúrodnit část půdy. Modlíme se, aby tato část císařství byla udělena našemu pánovi Tokugawovi Kamenosukemu a v takovém případě splatíme vaši dobročinnost naší věrnou ochranou severní brány.“
Z Enomotova úhlu pohledu ustavení vlády na Hokkaidó bylo ospravedlněno nejen snahou podpořit rod Tokugawa, ale i snahou o rozvoj Eza za účelem obrany celé země před ohrožením ze severu, které bylo v té době v Japonsku vnímáno s obavami.
Dnes historici poukazují na to, že Ezo nebylo po staletí považováno za rovnocennou součást Japonska, jak tomu bylo u ostatních hlavních ostrovů, a proto viděno tehdejší perspektivou, nebylo vyhlášení nezávislosti Eda odštěpením od Japonska, ale spíše definitivním rozšířením japonské společnosti i na tento ostrov.
Enomoto strávil krátký čas ve vězení, než byl v roce 1872 propuštěn a jmenován ředitelem nově vytvořené Správy ostrova Hokkaidó. Později byl japonským velvyslancem v Rusku a zastával několik ministerských postů ve vládách období Meidži.